# Расчленённое тело
«Расчлененное тело» или «Части тела» (англ. Body Parts) — американский фильм фильм ужасов с элементами триллера 1991 года режиссёра Эрика Реда по его совместному с Норманом Спейдером сценарию. Сценарий был основан на истории Патрисии Херсковик и Джойс Тейлор. А история в свою очередь была основана на небольшом романе 1965 года «Человек-Шарада», известного французского писательского дуэта Буало-Нарсежака.

## Сюжет
Билл Крушанк — криминалист и полицейский психолог, работающий с убийцами, а также муж Карен и отец двух детей: Билли и Саманты. Не смотря на все это, ему не нравится, что он не может раз и навсегда исправить поломанный разум убийцы, вернув его к нормальной жизни.
В один из дней, во время поездки на работу, у одной из машин на трассе отлетает колесо и чуть не происходит авария, но Биллу удается затормозить прямо перед остановившейся машиной. Однако ехавший за ним грузовик тормозит слишком поздно и врезается в автомобиль Билла, из-за чего тот вылетает через лобовое стекло и перелетев через переднюю машину, падает на дорогу, при этом лишившись правой руки. В больнице, доктор Агата Уэбб говорит его жене Карен, что руку спасти не удалось, но они могут пересадить ему руку другого человека, на что Карен неохотно соглашается. Билла везут в операционную, где стоят несколько врачей с дробовиками, а затем, лежащему на другом столе мужчине отрезают голову циркулярной пилой, после чего Билла усыпляют для операции. Проснувшись, он обнаруживает, что руку пересадили удачно, о чём ему и сообщает доктор Уэбб. После этого, Билл начинает тренировать руку и спустя какое-то время, она уже ему как своя и его выписывают из больницы. На улице их встречает толпа журналистов, перед которыми Уэбб толкает короткую речь.
После этого, Билл продолжает жить обычной жизнью, но в один из дней его новая рука прижимает бритву к его щеке и ранит его, а затем, во время рядового общения со своим пациентом — Рэем Колбергом, он обнаруживает на запястье своей новой руки татуировку приговоренного к смертной казни преступника. Все это настораживает Билла и он идет к эксперту-криминалисту с просьбой снять отпечаток пальца руки, чтобы узнать, кто был её владельцем до пересадки. Оказывается, что рука принадлежала серийному убийце Чарльзу Флетчеру, который был арестован и казнен. Он решает сходить к Уэбб, которая отвечает ему, что психологический тип донора не мешает его новой руке работать нормально, а не рассказала она ему об этом, чтобы не мешать восстановлению. После беседы он подсматривает за работой Уэбб и обнаруживает папку, где помимо него, есть ещё два человека с частями тела Флетчера: Римо Лейси, которому пересадили левую руку и Марк Дрейпер, которому пересадили обе ноги. Билл решает сходить к Лейси, который оказывается художником, рисующим жутковатые картины своей новой левой рукой. Билл пытается образумить Лейси, что его рукой делались ужасные вещи, однако тот отмахивается и лишь благодарит доктора Уэбб за превосходную работу. На следующий день, Билл идет к детективу Савчуку, который и задержал Чарльза Флетчера, который и рассказывает ему, что благодаря связям доктора Уэбб, Флетчера сделали донором. Савчук также присутствовал на операции, где Флетчеру сначала отпилили голову, а затем и все остальное.
По приходе домой, Билл, играя с сыном случайно бьет его своей правой рукой, будто не контролируя её, из-за чего он ссорится с женой. На следующий день, решив понаблюдать за Марком Дрейпером, которому от Флетчера достались обе ноги, он становится свидетелем того, как Марк теряет контроль над ними и чуть не попадает в аварию. Попытка поговорить с Марком не удается, тот лишь отвечает, что благодарен за новые ноги, но все равно берет визитку Крушанка. Ночью того же дня ситуация ухудшается, когда правая рука Билла без его контроля начинает душить Карен, но Биллу успевает проснуться. Из-за этого он вынужден покинуть дом на некоторое время, чтобы не причинить вреда и своим детям. Билл едет к доктору Уэбб и просит её ампутировать его правую руку, однако та отказывается, говоря, что она не будет уничтожать свое творение, а также угрожает Биллу психбольницей, где он не сможет отрезать себе руку сам. Накричав на Уэбб, он уходит и зовет Дрейпера с Лейси выпить в баре, где по итогу Билл устраивает драку и его задерживает детектив Савчук. По пути домой, Дрейпер чувствует дискомфорт в ногах и решает позвонить Крушанку, однако к нему в квартиру кто-то вламывается и звонок прерывается. Приехав к нему, Билл обнаруживает беспорядок и мертвого Дрейпера, чьи ноги кто-то оторвал и унес. Билл вызывает полицию, а затем, уговаривает Савчука проверить Лейси. В этот же самый момент к Лейси в студию вламывается некто и выбрасывает его из окна. Римо цепляется за подоконник, однако неизвестный отрывает ему его левую руку и он падает прямо на подъезжающую машину Савчука. После прибытия туда полиции, Савчук решает отвезти Билла в участок, однако на светофоре рядом останавливается машина, где сидит человек с медицинским воротником, который цепляет наручником высунутую в окно правую руку Крушанка, после чего дает газу. У этого человека оказывается пересаженная голова Флетчера и Савчуку приходится ехать рядом с его машиной, чтобы Билл не потерял прицепленную наручником руку. Биллу удается выстрелом из револьвера перебить цепь, однако машину Савчука заносит и человеку с головой Флетчера удается оторваться от преследования. Билл решает продолжить погоню сам, оставив Савчука на улице.
Мужчина с головой Флетчера попадает в аварию, однако ему удается выбраться вместе с обеими ногами, забранными у Дрейпера и левой рукой Лейси. К нему подъезжает машина доктора Уэбб. Оказывается, что голова Флетчера сохранила все воспоминания и по сути, просто решила собрать себя заново. Билл приезжает в больницу, где обнаруживает туловище, ноги и левую руку Флетчера, а также Уэбб с ассистентом. Уэбб объясняет Биллу, что она стоит на пороге новых открытий в области трансплантаций и прежде чем Билл собирается её застрелить, его оглушает мужчина с головой Флетчера. Уэбб пристегивает Билла к столу и собирается ампутировать ему правую руку, но тот вырывается, ударяет Уэбб и сходится в схватке с ассистентом. Забежавший в комнату человек с головой Флетчера случайно убивает из дробовика ассистента и Билл начинает драться уже с ним. Ему удается свернуть мужчине шею, а после он расстреливает из дробовика конечности Флетчера. После этого Билл звонит в полицию, однако мужчина приходит в себя и стреляет в него, но случайно попадает в доктора Уэбб. Билл хватает дробовик и разносит из него голову мужчины.
В финальной сцене Билл сидит со своей женой в парке, записывая в записной книжке, что после смерти Флетчера, пересаженная рука стала нормальной.

## В ролях
| Актер            | Роль                       |
| ---------------- | -------------------------- |
| Джефф Фэйи       | Уильям «Билл» Крушанк      |
| Линдси Дункан    | доктор Агата Уэбб          |
| Ким Делейни      | Карен Крушанк              |
| Брэд Дуриф       | Римо Лейси                 |
| Закес Мокае      | детектив Савчук            |
| Джон Уолш        | Чарльз Флетчер             |
| Пол Бен-Виктор   | Рэй Колберг                |
| Питер Мерник     | Марк Дрейпер               |
| Натаниэль Моро   | Уильям «Билли» Крушанк мл. |
| Сара Кэмпбелл    | Саманта Крушанк            |
| Энди Хамфри      | Рикки                      |
| Линдсэй Мэрритью | Роджер                     |
| Джеймс Кидни     | детектив Джексон           |
| Питер Макниил    | пьяница в баре             |

## Удаленные сцены
По настоянию студии «Paramount» из фильма было вырезано две наиболее жестоких. по мнению студии, сцены.
- Была удалена почти 40-секундная сцена, показывающая, как Билл Крушанк лежит на дороге после аварии, после чего он переворачивается на живот и видит, как его оторванную правую руку раздавливает проезжающая фура.
- Была удалена почти минутная сцена, показывающая операцию по пересадке руки Биллу более детально.

## Производство
Съемки фильма должны были начаться 10 декабря 1990 года, однако затем были перенесены на середину января 1991 года. Сами съемки проходили в Торонто, Канада, и были закончены в конце февраля того же года.

## Выпуск
Фильм вышел в США 2 августа 1991 года. В Висконсине фильм показывали ограниченно, так как в июле был арестован серийный маньяк Джеффри Дамер, который расчленял своих жертв. Из-за этого, фильм с названием «Расчленённое тело» студия посчитала неуместным и её представитель заявил, что в Милуоки вся рекламная кампания будет отменена. Затем, слоган фильма был изменён с «Это напугает тебя до кусков» на «Медицинский эксперимент, который не удался», чтобы максимально дистанцироваться от дела Дамера. Сеть кинотеатров «Marcus Theatres» была единственной в Висконсине, кто полностью отменила показ данного фильма, остальные выпустили фильм в ограниченный прокат.
Не смотря на то, что фильм вышел нормально по остальным штатам, собрать удалось лишь 9 188 150 долларов, что не позволило окупить оценочный бюджет в 10 миллионов долларов.

## Награды и номинации
| Год  | Результат | Награда или фестиваль    | Категория                    | Номинированы или награждены |
| ---- | --------- | ------------------------ | ---------------------------- | --------------------------- |
| 1991 | Номинация | Fangoria Chainsaw Awards | Лучшая актриса второго плана | Линдси Дункан               |
| 1991 | Номинация | Fangoria Chainsaw Awards | Лучший саундтрек             | Лоэк Диккер                 |
| 1991 | Номинация | Fangoria Chainsaw Awards | Лучший пластический грим     | Гордон Дж. Смит             |
| 1991 | Победа    | Fangoria Chainsaw Awards | Лучший актёр второго плана   | Брэд Дуриф                  |
| 1992 | Номинация | Сатурн                   | Лучший фильм ужасов          |                             |
| 1992 | Номинация | Сатурн                   | Лучший режиссёр              | Эрик Ред                    |
| 1992 | Номинация | Сатурн                   | Лучший грим                  | Гордон Дж. Смит             |
| 1992 | Победа    | Сатурн                   | Лучшая музыка                | Лоэк Диккер                 |

## Отзывы
На сайте «IMDb» фильм имеет оценку в 5,7 баллов из 10. На сайте «Rotten Tomatoes» фильм имеет оценку 37 %.
Тайлер Дуп с сайта «Dread Central» в целом положительно оценил фильм, написав, что «данный фильм это манерный поклон фильмам категории В», а также что «фильм неидеальный, но он определённо хорош и заслуживает просмотра».
Барри Вурст с сайта «Hollywood In Toto» положительно оценил игру Джеффа Фэйи и Брэда Дурифа, сценарий и режиссуру Эрика Реда, однако упрекнул монтаж и излишнюю увлеченность кровавыми сценами.